# Xã West Fork, Quận Franklin, Iowa
Xã West Fork (tiếng Anh: West Fork Township) là một xã thuộc quận Franklin, tiểu bang Iowa, Hoa Kỳ. Năm 2010, dân số của xã này là 143 người.